# Década de 330 a.C.
Séculos: (Século V a.C. - Século IV a.C. - Século III a.C.)
Décadas: 380 a.C. 370 a.C. 360 a.C. 350 a.C. 340 a.C. - 330 a.C. - 320 a.C. 310 a.C. 300 a.C. 290 a.C. 280 a.C.
Anos:
339 a.C. - 338 a.C. - 337 a.C. - 336 a.C. - 335 a.C. - 334 a.C. - 333 a.C. - 332 a.C. - 331 a.C. - 330 a.C.